# Peter Turrini
Peter Turrini (Sankt Margarethen im Lavanttal, 26 settembre 1944) è un poeta e drammaturgo austriaco, autore per il teatro e la televisione.
Vicino a Thomas Bernhard e al teatro di critica sociale tedesco, nelle sue opere si rileva un profondo rimprovero alla società austriaca, incapace di risolvere i forti contrasti e le ambiguità sollevati dalla caduta del muro di Berlino. Nelle sue opere descrive con tagliente ironia i diversi strati della società viennese, mettendo a nudo la sottile ipocrisia di un sistema degradato e degradante. Un teatro di denuncia che ha il suo apice in Caccia ai topi (1971) che Turrini ambienta in una discarica. La prima versione di Josef und Maria è del 1980 (Giuseppe e Maria, trad. it. di Michele Cometa, :duepunti edizioni, Palermo 2005): rivisitato più volte, il dramma ha ottenuto una grossa attenzione da parte del pubblico di lingua tedesca e numerose messe in scena.